# Longtan (socken i Kina, Sichuan)
Longtan (kinesiska: 龙潭乡, 龙潭) är en socken i Kina. Den ligger i provinsen Sichuan, i den sydvästra delen av landet, omkring 380 kilometer söder om provinshuvudstaden Chengdu.
Genomsnittlig årsnederbörd är 1 211 millimeter. Den regnigaste månaden är juli, med i genomsnitt 275 mm nederbörd, och den torraste är januari, med 5 mm nederbörd.